# Gaultheria acuminata
Gaultheria acuminata är en ljungväxtart som beskrevs av Adelbert von Chamisso och Schlecht. Gaultheria acuminata ingår i släktet Gaultheria och familjen ljungväxter. Inga underarter finns listade i Catalogue of Life.